# Diógenes (estratego)

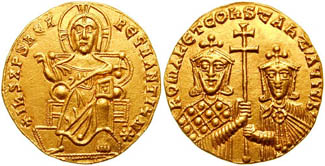
Soldo de r. e r.

Diógenes (em grego medieval: Διογένης; romaniz.: Diogénes) foi um oficial bizantino do século X.

## Vida
O pouco que se sabe sobre ele foi registrado em Teófanes Continuado, cuja obra lista-o entre os que morreram ou sofreram danos por seu envolvimento na queda do imperador Romano I (r. 920–944) em dezembro de 944. Segundo a obra, Diógenes, que era estratego, foi esfaqueado com uma lança por dois guarda-costas de Maleíno e morreu uma morte desagradável; a data não é relatada. Nada é dito sobre seu nome e não é possível determinar se Diógenes era seu nome ou o sobrenome da família homônima. Há quatro selos nos quais se fala de um Diógenes protoespatário e estratego do Tema Anatólico que talvez fossem seus.